# 曹無傷
曹 無傷（そう むしょう、? - 前206年）は、秦末の劉邦配下の将。『史記』項羽本紀、「鴻門の会」の場面に登場する人物のひとり。

## 概説

### 沛公の左司馬
沛公劉邦は沛での挙兵後、秦二世2年(紀元前208年)、泗水郡を制圧して討秦の諸将のひとりとして頭角をあらわす。この時、左司馬(武官名)として郡守を討ち取った者が曹無傷であった。
「沛公の左司馬が泗水郡守の壮を得て、これを殺した(沛公左司馬得泗川守壮殺之)」　唐代の学者・司馬貞は『史記索隠』のなかでこの左司馬は曹無傷をさすと注釈している。

### 鴻門の会
漢元年(紀元前206年)の冬、項羽は先に秦を降伏させ関中を制した劉邦に対し攻め寄せてきた。曹無傷は劉邦を見限り、項羽に使者を送って密告する。「沛公は関中王と称して秦の子嬰を宰相として財産を独占するつもりである」　項羽の腹心の范増も劉邦を討つよう勧めたことで、項羽は翌日に合戦することに決めた。しかし、劉邦は項羽の季父（叔父）の項伯の手引きで、釈明のために項羽の陣に赴いて自ら謝罪した。鴻門の会である。そのさいに項羽は述べる。「あなたの左司馬である曹無傷が私に讒訴している」　劉邦は帰陣すると、ただちに曹無傷を処刑した。

## 参照
- 『史記』巻7 項羽本紀 (鴻門の会)
- 『史記』巻8 高帝本紀
- 『史記索隠』8世紀・唐・司馬貞